# Kazuto Miyazawa
Kazuto Miyazawa (Japans: 宮澤一人, Miyazawa Kazuto) (Tokio, 11 november 1952) is een Japans componist en muziekpedagoog.

## Levensloop
Miyazawa studeerde vanaf 1971 aan de Musashino Academia Musicae bij Yayoi Tanabe, waar hij in 1975 zijn Bachelor of Music behaalde. Vervolgens studeerde hij compositie aan de Tokyo National University of Fine Arts and Music (東京藝術大学, Tōkyō Gei-jutsu Daigaku) in Tokio en behaalde aldaar in 1977 zijn Master of Music. Vanaf 1977 werkt hij als docent aan de Universiteit van Tokushima. In 1997 werd hij aldaar tot professor benoemd. 
In 1979 won hij met zijn werk Bindung-Teilung, Variationen ohne Thema tijdens het "Uwharrie Clarinet-Percussion Duo International Composition Contest" in de Verenigde Staten een prijs. Zijn Symphonic Suite voor harmonieorkest werd in 1982 verplicht werk tijdens de 30th Band JMSDF Tokyo Competition. Met zijn Spiralen-Spiele-Spiegel behaalde hij een prijs tijdens het 10e compositie concours van de Japan Symphony Foundation. Ook zijn Saxofoonkwartet nr. 3 ontving een prijs van de "Saxophone Society of Japan". 

## Composities

### Werken voor orkest
- 1988 Spiralen-Spiele-Spiegel, voor orkest
- 2003 Die erastischen Kantilenen, concert voor trombone en orkest
- 2004 Sept Variations sans Theme, voor orkest

### Werken voor harmonieorkest
- 1982 Symphonic Suite, voor harmonieorkest
- 1994 Symfonie, voor harmonieorkest

### Kamermuziek
- 1976 Epitaph, voor 2 dwarsfluiten, klarinet, altsaxofoon, trombone, slagwerk en toetseninstrument
- 1978 Poliphonie, voor saxofoonkwartet
- 1980 Bindung-Teilung - variaties zonder thema, voor klarinet en slagwerk
- 1980 Zelfportret, voor dwarsfluit, klarinet, hoorn, slagwerk en piano
- 1982 Musik für Brisen und Bäume, voor dwarsfluit en piano
- 1983 Elegie II, voor klarinet
- 1983 Strom, voor basklarinet en marimba
- 1983 Wellenringe, voor dwarsfluit, klarinet en marimba
- 1985 Saxophonquartet No. 2 "Zur Ewigen Stille (Towards the Eternal Silence)", voor saxofoonkwartet
- 1988 Versuch über Fractal, voor twaalf saxofoons
- 1990 Saxophonquartet No. 3, voor saxofoonkwartet
- 1995 Spiralen, voor twaalf saxofoons
- 2001 Invention I, voor sopraansaxofoon
- 2001 Fractal III, voor trompet en piano
- 2003 Flip-flop circuit formation, voor klarinet, altviool en piano
- 2005 Flip-flop variation, voor blaaskwintet

### Elektronische muziek
- 2005 Hubble deep field, voor klarinet en elektronische klanken

## Biografie
- Hitoshi Matsushita: A checklist of published instrumental music by Japanese composers, Tokyo: Academia Music Ltd., 1989.
- Jean-Marie Londeix: Musique pour saxophone, volume II : répertoire général des oeuvres et des ouvrages d' enseignement pour le saxophone, Cherry Hill: Roncorp Publications, 1985.